# Cyne perfoliata
Cyne perfoliata là một loài thực vật có hoa trong họ Loranthaceae. Loài này được (Danser) Barlow mô tả khoa học đầu tiên năm 1993.